# Asura (geslacht)
Asura is een geslacht van vlinders van de familie Spinneruilen (Erebidae).

## Soorten
- A. acteola Swinhoe, 1903
- A. albidorsalis Wileman, 1914
- A. albigrisea Rothschild, 1913
- A. amabilis Rothschild & Jordan, 1901
- A. anaemica Hampson, 1911
- A. andamana Moore, 1877
- A. anomala Elwes, 1890
- A. arcuata Moore, 1882
- A. arenaria Rothschild, 1913
- A. aroa Bethune-Baker, 1904
- A. asaphes Hampson, 1900
- A. asuroides Rothschild, 1913
- A. atricraspeda Hampson, 1914
- A. atrifusa Turner, 1900
- A. atritermina Hampson, 1900
- A. aurantiaca Moore, 1878
- A. aureata Rothschild, 1913
- A. aureorosea Rothschild, 1913
- A. aurora Hampson, 1891
- A. avernalis Butler, 1887
- A. basitessellata Rothschild, 1913
- A. biagi Bethune-Baker, 1908
- A. bipars Walker, 1865
- A. bipartita Rothschild, 1916
- A. biplagiata Rothschild, 1913
- A. birivula Hampson, 1900
- A. biseriata Hampson, 1900
- A. bizonoides Walker, 1862
- A. brunneofasciata Bethune-Baker, 1904
- A. calamaria Moore, 1888
- A. camerunensis Strand, 1912
- A. cancellata Pagenstecher, 1900
- A. carnea Poujade, 1886
- A. catameces Turner, 1940
- A. cervicalis Walker, 1854
- A. citronopuncta Rothschild, 1913
- A. clara Holland, 1893
- A. clavula van Eecke, 1920
- A. coccineoflammens Rothschild, 1913
- A. coccinocosma Turner, 1940
- A. compsodes Turner, 1940
- A. conferta Walker, 1854
- A. confina Hampson, 1900
- A. congerens Felder, 1874
- A. congoensis Kühne, 2007
- A. conjunctana Walker, 1866
- A. craigii (Holland, 1893)
- A. creatina Snellen, 1879
- A. crenulata Bethune-Baker, 1911
- A. crocopepla Turner, 1940
- A. crocoptera Turner, 1940
- A. crocota Hampson, 1900
- A. cruciata Matsumura, 1927
- A. crustata Talbot
- A. cuneifera Walker, 1862
- A. cuneigera Walker, 1862
- A. cylletona Swinhoe, 1893
- A. chrypsilon Semper, 1899
- A. chrysomela Hampson
- A. dasara Moore, 1859
- A. dentifera Hampson, 1900
- A. dentiferoides Rothschild, 1916
- A. dharma Moore, 1879
- A. diluta Draeseke, 1926
- A. dinawa Bethune-Baker, 1904
- A. dirhabdus Rothschild, 1916
- A. discisigna (Moore, 1878)
- A. discocellularis Strand, 1912
- A. distributa Walker, 1862
- A. distyi Kühne, 2007
- A. doa Kühne, 2007
- A. eala Kühne, 2007
- A. ecmelaena Hampson, 1900
- A. effulgens Pagenstecher, 1900
- A. eichhorni Rothschild, 1936
- A. eldola Swinhoe, 1901
- A. elegans Reich
- A. eos Hampson, 1900
- A. erythrias (Holland, 1893)
- A. esmia Swinhoe, 1894
- A. euprepioides Walker, 1862
- A. evora Druce, 1906
- A. fasciolata Rothschild, 1913
- A. flavagraphia van Eecke, 1929
- A. flaveola Bethune-Baker, 1904
- A. flavia Hampson, 1900
- A. flavida Butler, 1887
- A. flavivenosa Moore, 1878
- A. floccosa Walker, 1864
- A. friederikeae Kühne, 2007
- A. frigida Walker, 1854
- A. fruhstorferi Aurivillius, 1894
- A. fulguritis Hampson, 1900
- A. fulvia Hampson, 1900
- A. fulvimarginata Hampson, 1904
- A. furcata Reich, 1936
- A. fuscalis Hampson, 1891
- A. geminata Pagenstecher, 1900
- A. gigantea Kühne, 2007
- A. griseata Leech, 1899
- A. gubunica (Holland, 1893)
- A. haemachroa Hampson, 1905
- A. hemixantha Hampson, 1900
- A. hermanni Kühne, 2007
- A. hieroglyphica Rothschild, 1913
- A. hilaris Walker, 1854
- A. homoea Turner, 1940
- A. hopkinsi Tams, 1935
- A. horishanella Matsumura, 1927
- A. humilis Walker, 1854
- A. hyporhoda Hampson, 1900
- A. ichorina Butler, 1877
- A. ila Moore, 1859
- A. inconspicua Moore, 1878
- A. indecisa Walker, 1869
- A. infumata Felder, 1874
- A. insularis Rothschild, 1913
- A. intermedia Marumo, 1923
- A. irregularis Rothschild, 1913
- A. ktimuna van Eecke, 1920
- A. latimargo Roepke, 1946
- A. likiangensis Daniel, 1952
- A. liparidia Rothschild, 1913
- A. lutara Moore, 1859
- A. lutarella Kalis, 1934
- A. lutea Bethune-Baker, 1908
- A. luzonica Wileman
- A. lydia Donovan, 1805
- A. magica Strand, 1917
- A. manusi Rothschild, 1916
- A. marginata Walker, 1864
- A. marginatana Strand, 1922

- A. mediofascia Rothschild, 1913
- A. megala Hampson, 1900
- A. melanoleuca Hampson, 1894
- A. melanopyga Hampson, 1918
- A. melanoxantha Hampson, 1914
- A. melitaula Meyrick, 1886
- A. metahyala Hampson, 1918
- A. metamelas Hampson, 1893
- A. metascota Hampson
- A. miltochristaemorpha Rothschild, 1913
- A. miltochristina Rothschild, 1913
- A. mimetica Rothschild, 1913
- A. modesta Leech, 1899
- A. monospila Turner, 1940
- A. mutabilis Kühne, 2007
- A. mylea Rothschild, 1916
- A. naumanni Kühne, 2005
- A. neavi Hampson, 1914
- A. nebulosa Moore, 1878
- A. nigriciliata Hampson, 1900
- A. nigripuncta Wileman
- A. nigrivena Leech, 1899
- A. nubifascia Walker, 1864
- A. nubilalis Hampson, 1894
- A. numida Holland, 1893
- A. obliquilinea Swinhoe, 1901
- A. obliterata Walker, 1864
- A. obscurodiscalis Rothschild, 1936
- A. obsolescens Hampson, 1914
- A. obsoleta Moore, 1878
- A. ocellata Wileman
- A. ocnerioides Rothschild, 1913
- A. octiger van Eecke, 1929
- A. ochreomaculata Bethune-Baker, 1904
- A. orsova Swinhoe, 1903
- A. owgarra Bethune-Baker, 1908
- A. pallida Rothschild, 1913
- A. parallina Hampson, 1894
- A. pectinella Strand, 1922
- A. peloa Swinhoe, 1904
- A. percurrens Hampson, 1914
- A. perihaemia Hampson, 1900
- A. peripherica Strand, 1912
- A. perpusilla Walker, 1862
- A. phaeobasis Hampson, 1900
- A. phaeoplagia Hampson, 1900
- A. phaeosticta Kiriakoff, 1958
- A. phantasma Hampson, 1907
- A. phryctopa Meyrick, 1889
- A. pinkurata Kühne, 2007
- A. platyrhabda Tams, 1935
- A. polyspila Turner, 1940
- A. postbicolor Rothschild
- A. prionosticha Turner, 1940
- A. pseudojosiodes Rothschild, 1913
- A. pudibonda Snellen, 1880
- A. punctata Rothschild, 1913
- A. punctilineata Wileman
- A. pyraula Meyrick, 1886
- A. pyrauloides Rothschild, 1913
- A. pyropa Tams, 1935
- A. pyrostrota Hampson, 1914
- A. quadrifasciata Rothschild, 1913
- A. quadrilineata Pagenstecher, 1886
- A. reticulata Felder, 1861
- A. reversa Rothschild, 1916
- A. rhabdota Rothschild, 1920
- A. rhodina Rothschild & Jordan, 1905
- A. rivulosa Walker, 1854
- A. rosacea Bethune-Baker, 1904
- A. roseogrisea Rothschild, 1913
- A. rubricosa Moore, 1878
- A. rubrimargo Hampson, 1894
- A. ruenca Swinhoe, 1892
- A. ruptifascia Hampson, 1893
- A. russula Kiriakoff, 1963
- A. sagenaria (Wallengren, 1860)
- A. sagittaria Bethune-Baker, 1904
- A. semifascia Walker, 1854
- A. semivitrea Rothschild, 1913
- A. senara Moore, 1859
- A. septemmaculata Heylaerts, 1891
- A. serratilinea Turner, 1940
- A. sexpuncta Hampson, 1894
- A. sexualis Felder, 1864
- A. simillima Rothschild, 1936
- A. simplifascia Elwes, 1890
- A. snelleni Roepke, 1943
- A. solita Walker, 1854
- A. spinata Kühne, 2007
- A. spurrelli (Hampson, 1914)
- A. striata Wileman, 1910
- A. strigatula Rothschild, 1913
- A. strigipennis Herrich-Schäffer, 1855
- A. suavis Pagenstecher, 1886
- A. subcruciata Rothschild, 1913
- A. subfulvia Kiriakoff, 1954
- A. submarmorata Kiriakoff, 1958
- A. synestramena Hampson, 1900
- A. temperata (Holland, 1893)
- A. thomensis Rothschild, 1913
- A. thumataeformis Strand, 1912
- A. toxodes Hampson, 1907
- A. triangularis Rothschild, 1936
- A. tricolor Wileman, 1910
- A. trifasciata Roepke, 1946
- A. tripuncta Reich, 1935
- A. trizonata Rothschild, 1913
- A. truncata Rothschild, 1913
- A. umbrosa Hampson, 1896
- A. undulosa Walker, 1854
- A. unicolora Bethune-Baker, 1904
- A. uniformeola Hampson, 1900
- A. uniformis Hampson, 1893
- A. unilinea Wileman
- A. unipuncta Leech, 1890
- A. variabilis Rothschild, 1913
- A. varians Hampson, 1893
- A. versicolor Kühne, 2007
- A. violacea Reich, 1936
- A. vivida Walker, 1864
- A. wandammenensae Joicey & Talbot, 1916
- A. wandammensis Joicey & Talbot, 1916
- A. xantherythra Hampson, 1900
- A. xanthophaea de Toulgoët, 1977